# Резолюция Генеральной Ассамблеи ООН 3379
Резолюция 3379 Генеральной Ассамблеи ООН «Ликвидация всех форм расовой дискриминации» была принята 10 ноября 1975 года на XXX сессии Генеральной Ассамблеи ООН. Она ставила Израиль в ряд с государствами, практикующими апартеид, такими как Южная Африка и Родезия, и постановляла, что сионизм — это форма расизма и расовой дискриминации. Аналогичные резолюции были приняты различными специализированными учреждениями ООН.
Эта резолюция стала для США официальным обоснованием для бойкота Всемирных конференций по борьбе против расизма и расовой дискриминации, организованных ООН, в 1978 и 1983 годах, которые также бойкотировали Израиль и Южная Африка и на которых со стороны африканских, арабских и социалистических стран звучали обвинения Израиля в расовой дискриминации арабского населения. Одним из обвинителей в 1983 году был ответственный руководитель кампучийских «Красных кхмеров» Кхиеу Сампхан.
Через 16 лет эта резолюция была отменена.

## Принятие резолюции
В 1975 году с инициативой принять на XXX сессии Генеральной Ассамблеи ООН резолюцию, осуждающую сионизм как форму расизма и расовой дискриминации, выступили арабские страны.
В ходе дискуссии международный сионизм осудили представители социалистических стран. Так, представитель УССР подчеркнул, что сионизм является формой расизма, а представитель Кубы указал, что сионизм, оккупировавший арабские территории в 1967 году, продолжает препятствовать осуществлению основных прав коренного населения.
В результате длительной дискуссии XXX сессия Генеральной Ассамблеи ООН приняла резолюцию 3379. Резолюцию поддержали арабские страны, страны третьего мира и социалистического блока. В ней содержалось напоминание о принятой на XVIII сессии резолюции, которая провозглашала Декларацию ООН об упразднении всех форм расового различия или превосходства, содержащей указания на то, что «всякая доктрина о расовом различии или превосходстве в научном отношении неверна, в моральном отношении подлежит осуждению, в социальном отношении несправедлива и опасна», и на выраженную в ней тревогу в связи с «проявлениями расовой дискриминации, всё ещё имеющими место в некоторых районах мира, которая в ряде случаев укореняется правительствами отдельных стран путём законодательных, административных или других мер». В резолюции 3379 упоминалась резолюция, принятая XXVIII сессией, осудившая «нечестивый союз между южноафриканским расизмом и сионизмом». В резолюции также указывалось, что «международный сионизм» был прежде осуждён рядом международных межправительственных и неправительственных организаций.

## Итоги голосования
Резолюция была принята 72 голосами «за» при 35 «против» и 32 воздержавшихся.
За
Албания, Алжир, Афганистан, Бангладеш, Бахрейн, Белорусская ССР, Болгария, Бразилия, Бурунди, Венгрия, Гайана, Гамбия, Гвинея, Гвинея-Бисау, Германская Демократическая Республика, Гренада, Дагомея, Египет, Индия, Индонезия, Иордания, Ирак, Иран, Кабо-Верде, Кампучия, Камерун, Катар, Кипр, Китайская Народная Республика, Конго, Кувейт, Куба, Лаос, Ливан, Ливийская Арабская Джамахирия, Мавритания, Мадагаскар, Малайзия, Мали, Мальдивы, Мальта, Марокко, Мексика, Мозамбик, Монголия, Нигер, Нигерия, Объединённые Арабские Эмираты, Оман, Пакистан, Польша, Португалия, Руанда, Сан-Томе и Принсипи, Саудовская Аравия, Северный Йемен, Сенегал, Сирийская Арабская Республика, Сомали, Союз Советских Социалистических Республик, Судан, Танзания, Тунис, Турция, Уганда, Украинская ССР, Чад, Чехословакия, Шри-Ланка, Экваториальная Гвинея, Южный Йемен.
Против
Австралия, Австрия, Багамы, Барбадос, Бельгия, Берег Слоновой Кости, Великобритания, Гаити, Гондурас, Дания, Доминиканская Республика, Израиль, Ирландия, Исландия, Италия, Канада, Коста-Рика, Либерия, Люксембург, Малави, Нидерланды, Никарагуа, Новая Зеландия, Норвегия, Панама, Сальвадор, Соединённые Штаты Америки, Уругвай, ФРГ, Фиджи, Финляндия, Франция, Центральноафриканская Республика, Швейцария, Швеция.
Воздержались
Аргентина, Бирма, Боливия, Ботсвана, Бутан, Венесуэла, Верхняя Вольта, Габон, Гана, Гватемала, Греция, Заир, Замбия, Кения, Колумбия, Лесото, Непал, Папуа Новая Гвинея, Парагвай, Перу, Сингапур, Сьерра-Леоне, Таиланд, Того, Тринидад и Тобаго, Филиппины, Чили, Эквадор, Эфиопия, Ямайка, Япония.

## Оценка резолюции

### Положительная
Как отмечала советский юрист доктор юридических наук профессор Лидия Моджорян, резолюция 3379 «сформулировала юридическую квалификацию международного сионизма как неправомерное явление, как разновидность расизма, теория, организационная структура и деятельность которого несовместимы с международным правом и представляют постоянную угрозу миру и добрососедским отношениям между государствами».
Советский учёный доктор исторических наук профессор Евгений Пырлин охарактеризовал резолюцию как «обвинительный акт не только против сионизма, но и против политики израильского руководства — политики экспансии и войны».
По мнению советско-российского учёного доктора исторических наук профессора Александра Барышева, решение об осуждении сионизма как формы расизма связано с многочисленными израильскими нападениями и агрессией, геноцидом палестинцев и с попытками Израиля разрушить арабскую цивилизацию.

### Отрицательная
Президент Центрального комитета немецких католиков Бернхард Фогель сказал после принятия резолюции: «Для нас мучительно саморазрушение морального авторитета Объединённых Наций».
Президент Конференции католических епископов США Джозеф Бернардин выразил «глубокое несогласие и большое разочарование в связи с несправедливой резолюцией, принятой ООН».
По данным израильского учёного-политолога Йоханана Манора, одного из координаторов кампании за отмену резолюции 3379, в середине 1980-х годов с осуждением резолюции выступили Сенат США, парламент Австралии, Европейский парламент, а также законодательные собрания Перу и Уругвая. Правительство Австралии по инициативе местной сионистской организации заявило, что резолюция не соответствует провозглашаемым целям ООН, и взяло на себя обязательство добиваться её отмены и привлечь к этой борьбе страны Азии.
Президент США Джордж Буш, представляя в 1991 году ходатайство об отмене резолюции 3379, заявил, что приравнивание сионизма к расизму — это насмешка над принципами ООН и отказ от Израиля.
В 1998 году Генеральный секретарь ООН Кофи Аннан назвал резолюцию 3379 «низшей точкой в отношениях Израиля и Объединённых Наций», сказав, что «её отрицательные последствия трудно переоценить». За семь лет до этого американский профессор-политолог Майкл Кёртис назвал эту резолюцию низшей точкой за всё время существования ООН.

#### Ответ Израиля
В обращении к Генеральной ассамблее ООН в день принятия резолюции, Посол Израиля Хаим Герцог заявил, в частности, что эта резолюция представляет собой «ещё одно проявление ожесточённой антисемитской, антиеврейской ненависти, которая вдохновляет арабское общество». В конце своей речи он сказал: «Для нас, еврейского народа, эта резолюция основана на ненависти, лжи и высокомерии, лишена всякого морального или юридического значения. Для нас, евреев, это не более чем кусок бумаги, и мы будем рассматривать его как таковой» — после чего разорвал копию резолюции, которую держал в руках.

## Бульвар Сионизма
После принятия резолюции 3379 по решению мэра Хайфы улица Организации Объединённых Наций, названная так после арабо-израильской войны 1947—1949 годов, была переименована в бульвар Сионизма. В 2001 году жители бульвара, населённого преимущественно арабами, собрали около 200 подписей под петицией, призывающей переименовать его. Было высказано мнение, что подобное название является пренебрежительным по отношению к жителям-арабам. Было выдвинуто требование вернуть улице не имя Организации Объединённых Наций, а название Шара Аль-Джебель (Горная улица), которое она носила до 1948 года.

## Отмена
После крушения восточного блока, по требованию США и Израиля, резолюция была отменена 16 декабря 1991 года резолюцией 46/86 Генеральной Ассамблеи ООН. За принятие резолюции проголосовало 111 государств (в том числе почти 30 из числа голосовавших за оригинальную резолюцию, включая СССР), против — 25, воздержалось — 13. Израиль также обуславливал своё согласие на участие в Мадридской мирной конференции 1991 года отменой резолюции 3379.
По мнению чрезвычайного и полномочного посла, доктора исторических наук и профессора Дипломатической Академии МИД РФ Александра Барышева, резолюция была отменена без всяких объяснений со стороны Генеральной Ассамблеи ООН, что связано с изменившимися международными условиями и «яростным» давлением США, являющихся, по мнению Барышева, центром мирового сионизма и империализма. Мнение о давлении США подтверждает и Йоханан Манор, со ссылкой на Jerusalem Post сообщающий о том, что послам США в других странах были даны инструкции: предупредить, что отказ голосовать за отмену резолюции 3379 может сказаться на отношениях этих стран с США.